# Pierre Casamajor
Pour les articles homonymes, voir Casamajor.
Pierre de Casamajor est un homme politique français, député à l’Assemblée législative, né le 18 décembre 1754 à Sauveterre-de-Béarn et décédé le 2 mai 1852, dans cette même ville.

## Biographie
Issu d’une famille béarnaise, les Casamajor, Pierre Gracien de Casamajor-Salabert est membre du district de Sauveterre-de-Béarn puis membre du directoire du département.
Enfin, il devient député des Basses-Pyrénées à l’Assemblée Législative, de 1791 à 1792, siégeant dans la majorité.
Il prit la parole pour demander, le 17 février 1792, une enquête sur la conduite de Faviani, capitaine du 12e bataillon de chasseurs, dénoncé comme ayant voulu livrer Perpignan aux Espagnols.
Rentré dans sa province natale, il devient maire de Sauveterre-de-Béarn, comme plusieurs de ses ancêtres avant lui.
Il décède en 1852, à l’âge de 97 ans, sans postérité.
Il est le frère de Paul de Casamajor (1756-1846), docteur en droit, président du tribunal de Saint-Palais et de Prudent de Casamajor (1763-1842), colon qui fit fortune à Cuba, dont les descendances sont toujours représentées aujourd’hui.